# Mistrzostwa Oceanii U-20 w Rugby Union Mężczyzn 2015
Mistrzostwa Oceanii U-20 w Rugby Union Mężczyzn 2015 – pierwsze mistrzostwa Oceanii U-20 w rugby union mężczyzn, oficjalne międzynarodowe zawody rugby union o zasięgu kontynentalnym organizowane przez Oceania Rugby mające na celu wyłonienie najlepszej w Oceanii męskiej reprezentacji narodowej złożonej z zawodników do lat dwudziestu. Zostały rozegrane w formie dwóch turniejów w okresie od 2 maja do 5 grudnia 2015 roku. W walce o tytuł mistrzowski wzięły udział cztery zespoły, pozostałe drużyny, które przystąpiły do rozgrywek, wystąpiły zaś w niższej dywizji.

## Championship
Mistrzostwa zostały zaplanowane do rozegrania systemem kołowym w czterozespołowej obsadzie na boisku Bond University w Gold Coast w dniach 1–9 maja 2015 roku, jednak z uwagi na wyjątkowo niesprzyjające warunki atmosferyczne mecze pierwszej kolejki zostały przesunięte o jeden dzień. Z kompletem zwycięstw w turnieju triumfowała reprezentacja Nowej Zelandii.
Dla wszystkich czterech reprezentacji zawody były formą przygotowań do Mistrzostw Świata 2015. Zawody były transmitowane w Internecie na oficjalnej stronie ARU, a bilet normalny na zawody kosztował 5 AUD.
| 2 maja 201513:00 | Nowa Zelandia U-20 | 75:0 | Japonia U-20 | Bond University, Gold Coast |
| 2 maja 201513:00 | Luteru Laulala 5 (P) Mitchell Dunshea 10 (2P) Mitchell Hunt 5 (P) Mitchell Karpik 15 (3P) Otere Black 20 (10pd) Sean Wainui 10 (2P) Tinoai Faiane 5 (P) Vince Aso 5 (P) | 75:0 |              | Bond University, Gold Coast |

| 2 maja 201515:00 | Australia U-20                                                                                 | 33:10 | Samoa U-20                                          | Bond University, Gold Coast |
| 2 maja 201515:00 | Andrew Deegan 13 (2pd 3K) Bradley Wilkin 5 (P) Christian Yassmin 10 (2P) Lolo Fakaosilea 5 (P) | 33:10 | Ah-Mu Tuimalealiifano 5 (P) Trent Winterstein 5 (P) | Bond University, Gold Coast |

| 5 maja 201513:00 | Samoa U-20                                                       | 14:36 | Nowa Zelandia U-20 | Bond University, Gold Coast |
| 5 maja 201513:00 | Malu Falaniko 4 (2pd) Marco Fepulea'i 5 (P) Uini Fetalaiga 5 (P) | 14:36 | Anton Lienert-Brown 5 (P) Dillon Hunt 10 (2P) Fletcher Smith 9 (P 2pd) Geoffrey Cridge 5 (P) Mitchell Hunt 2 (pd) Wesley Goosen 5 (P) | Bond University, Gold Coast |

| 5 maja 201515:00 | Australia U-20                                                                                             | 47:31 | Japonia U-20 | Bond University, Gold Coast |
| 5 maja 201515:00 | Faulua Makisi 5 (P) Kosuke Urabe 5 (P) Ryuji Noguchi 9 (3pd K) Taisetsu Kanai 2 (pd) Tevita Tatafu 10 (2P) | 47:31 | Alex Newsome 5 (P) Andrew Deegan 9 (3pd K) Harry Nucifora 5 (P) Jack Redden 5 (P) James Dalgleish 13 (2pd 3K) Lukhan Tui 10 (2P) | Bond University, Gold Coast |

| 9 maja 201513:00 | Japonia U-20                                                                                                | 30:33 | Samoa U-20                                                                                        | Bond University, Gold Coast |
| 9 maja 201513:00 | Ben Tuiomanufili 5 (P) Jordan Jackett 5 (P) Josh Dowsing 5 (P) Josh Ioane 6 (2K) Malu Falaniko 12 (P 2pd K) | 30:33 | Hirofumi Higashikawa 5 (P) Kosuke Horikoshi 5 (P) Ryuji Noguchi 10 (2pd 2K) Tevita Tatafu 10 (2P) | Bond University, Gold Coast |

| 9 maja 201515:00 | Australia U-20                                                                                          | 29:46 | Nowa Zelandia U-20 | Bond University, Gold Coast |
| 9 maja 201515:00 | Andrew Deegan 9 (3pd K) Duncan Paia'aua 5 (P) Jack McCalman 5 (P) Joey Fittock 5 (P) Samuel Croke 5 (P) | 29:46 | Anton Lienert-Brown 5 (P) Blake Gibson 10 (2P) Mitchell Hunt 16 (P 4pd K) Taukiha'amea Koloamatangi 5 (P) Tinoai Faiane 5 (P) Vince Aso 5 (P) | Bond University, Gold Coast |

## Trophy
Zawody zostały zaplanowane do rozegrania systemem kołowym w czterozespołowej obsadzie na ANZ Stadium w Suvie na przełomie listopada i grudnia 2015 roku. W turnieju niepokonana okazała się reprezentacja gospodarzy, która tym samym zyskała awans na World Rugby U-20 Trophy 2016. Wejściówka na zawody kosztowała 5 F$.
| 27 listopada 201515:00 | Tonga U-20 | 81:0 | Vanuatu U-20 | ANZ Stadium, Suva |
| 27 listopada 201515:00 |            | 81:0 |              | ANZ Stadium, Suva |

| 27 listopada 201517:00 | Fidżi U-20 | 63:0 | Papua-Nowa Gwinea U-20 | ANZ Stadium, Suva |
| 27 listopada 201517:00 |            | 63:0 |                        | ANZ Stadium, Suva |

| 1 grudnia 201515:00 | Tonga U-20 | 55:16 | Papua-Nowa Gwinea U-20 | ANZ Stadium, Suva |
| 1 grudnia 201515:00 |            | 55:16 |                        | ANZ Stadium, Suva |

| 1 grudnia 201517:00 | Fidżi U-20 | 109:6 | Vanuatu U-20 | ANZ Stadium, Suva |
| 1 grudnia 201517:00 |            | 109:6 |              | ANZ Stadium, Suva |

| 5 grudnia 201512:30 | Papua-Nowa Gwinea U-20 | 80:7 | Vanuatu U-20 | ANZ Stadium, Suva |
| 5 grudnia 201512:30 |                        | 80:7 |              | ANZ Stadium, Suva |

| 5 grudnia 201515:00 | Fidżi U-20 | 19:10 | Tonga U-20 | ANZ Stadium, Suva |
| 5 grudnia 201515:00 |            | 19:10 |            | ANZ Stadium, Suva |